# (1449) Virtanen
(1449) Virtanen – planetoida z grupy pasa głównego asteroid okrążająca Słońce w ciągu 3 lat i 115 dni w średniej odległości 2,22 au. Została odkryta 20 lutego 1938 roku w Obserwatorium Iso-Heikkilä w Turku przez Yrjö Väisälä. Nazwa planetoidy pochodzi od Artturi Ilmari Virtanena (1895–1973), fińskiego biochemika, laureata Nagrody Nobla, i została nadana z okazji jego 75. urodzin. Przed jej nadaniem planetoida nosiła oznaczenie tymczasowe (1449) 1938 DO.